# Aage Thomsen
Aage Thomsen, kaldet ”den onde maler” var en dansk fodboldspiller som spillede på KB’s berømte guldalderhold som han vandt det danske mesterskab med 1913, 1914, 1917 og 1918. Han spillede også for Slagelse Boldklub.